# Miotragocerus
Il miotragocero (gen. Miotragocerus) è un mammifero artiodattilo estinto, appartenente ai bovidi. Visse nel Miocene medio e superiore (Vallesiano - Turoliano, circa 12 – 8 milioni di anni fa) e i suoi resti fossili sono stati ritrovati in Europa e Asia Minore.

## Descrizione
Questo animale era piuttosto simile alle attuali antilopi dalle abitudini semiacquatiche, come il sitatunga e il cobo. Il corpo di Miotragocerus era molto alto nella parte posteriore, mentre la zona delle spalle era più bassa. Le zampe erano snelle e allungate, dotate di dita piuttosto divaricate. Le dimensioni di Miotragocerus dovevano essere medie per un bovide: l'altezza al garrese era di circa 1 metro e il peso di circa 80 chilogrammi. La taglia era simile a quella di un odierno daino. Alcune specie erano dotate di un muso relativamente corto (ad es. Miotragocerus gaudryi), mentre altre lo avevano più allungato (M. pannoniae). Le corna erano relativamente robuste e allungate, rivolte all'indietro e compresse lateralmente. Al contrario dell'affine Tragoportax, le corna di questo animale possedevano una carena anteriore affilata ma quella posterolaterale era praticamente assente. I denti di Miotragocerus erano a corona relativamente bassa, con cemento dentario.

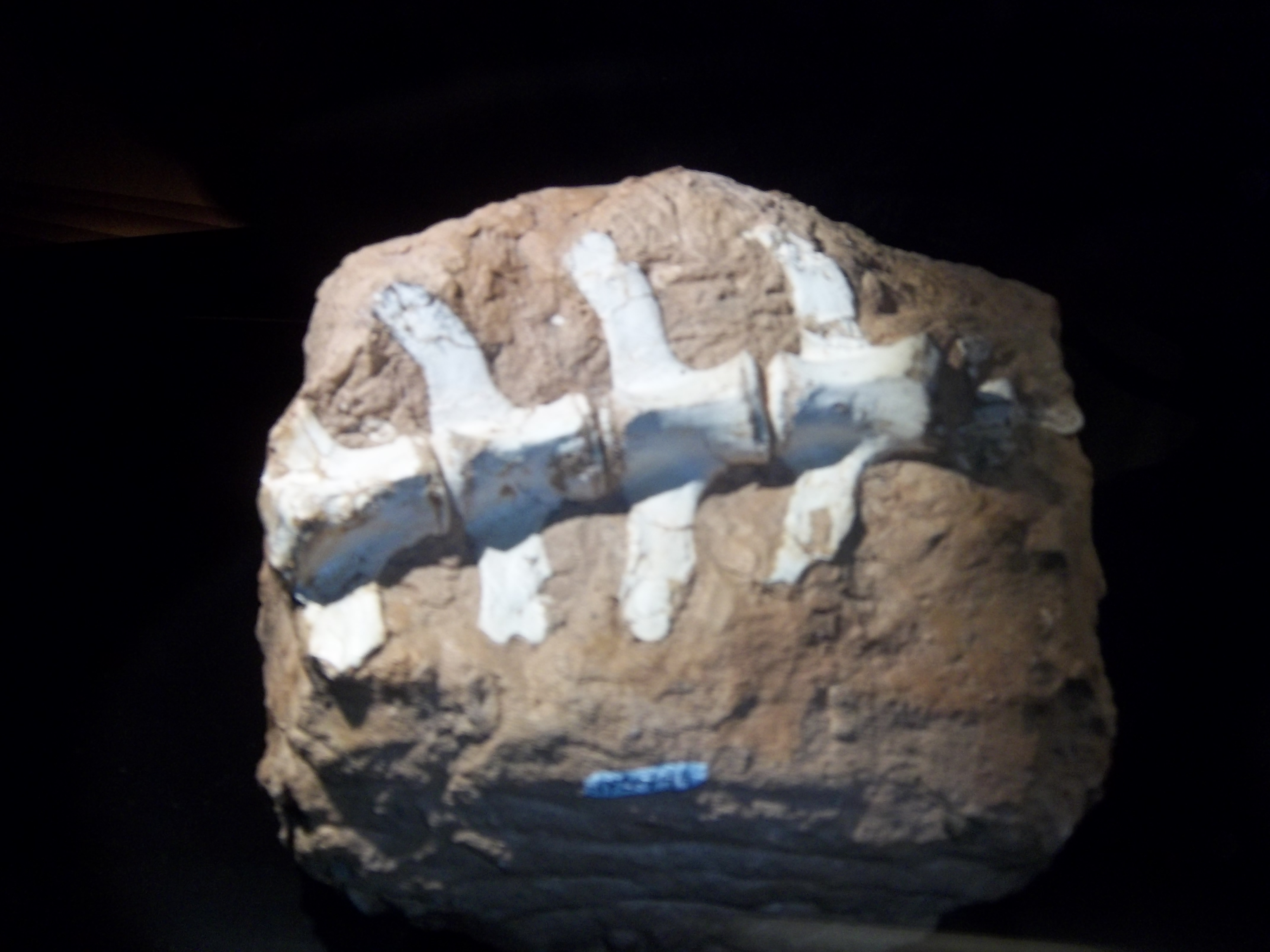
Parte di colonna vertebrale di Miotragocerus gaudryi

## Classificazione
Miotragocerus è stato descritto per la prima volta da Ernest Stromer nel 1928, sulla base di alcuni resti fossili rinvenuti in Germania. La specie tipo è M. monacensis, ma altre due specie sono ancor meglio conosciute: M. pannoniae, del Vallesiano, è nota grazie a numerosi resti fossili ritrovati in numerose località d'Europa (Ungheria, Austria, Germania, Spagna, Moldavia, Turchia, Georgia, Ucraina), mentre M. gaudryi è più recente (Turoliano) e i suoi fossili sono stati ritrovati in Grecia, Bulgaria, Macedonia, Francia, Spagna, Ucraina, Iran. Quest'ultima specie è stata classificata in un sottogenere a parte (Pikermicerus) e a volte è stata ascritta al genere Tragoportax.
M. pannoniae possedeva forti creste temporali, mentre M. gaudryi ne era sprovvisto. Un'altra differenza notevole fra le due specie era data dalla forma e dalla lunghezza delle corna: la specie più antica (M. pannoniae) le possedeva più lunghe e slanciate.
Miotragocerus e i generi simili (come Tragoportax, Austroportax, Protragocerus e Kipsigicerus) sono considerati bovidi affini all'attuale nilgau, nel gruppo dei Boselaphini. Tuttavia, a causa del loro aspetto ben distinto dalla forma attuale (erano più simili superficialmente ai cobi o ai tragelafi), sono stati ascritti a un gruppo ben distinto, i Tragocerini.

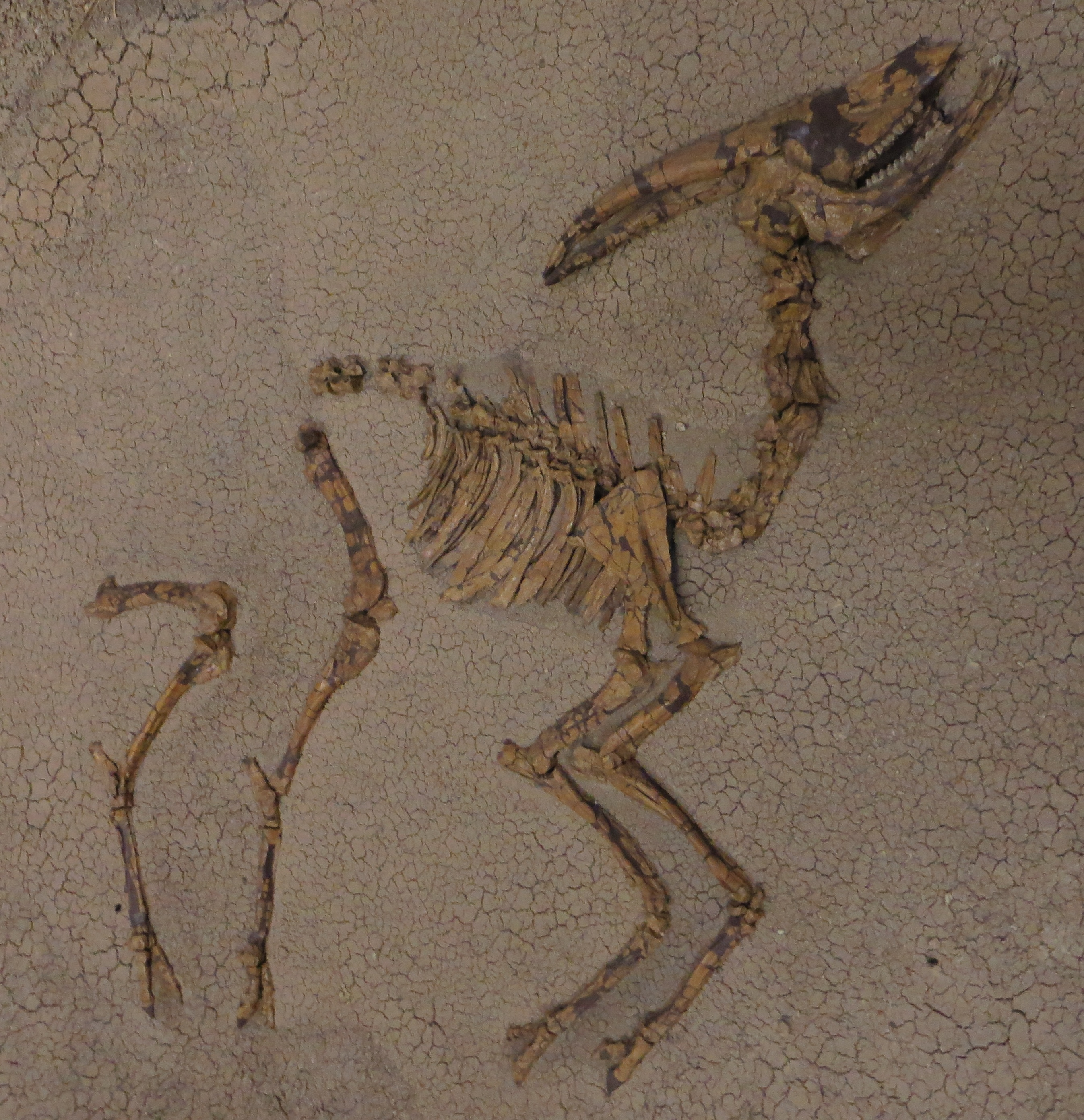
Scheletro di Miotragocerus

## Paleobiogeografia
Miotragocerus apparve prima di Tragoportax e possedeva caratteri meno derivati (morfologia dei denti, dimensioni delle corna e dimorfismo sessuale, taglia corporea); queste particolarità morfologiche possono essere indicate per uno stile di vita più adatto a regioni boschive e per una socialità meno evoluta rispetto a quella di Tragoportax. A causa di ciò, Miotragocerus su in grado di diffondersi non solo nella provincia Balcano – Iraniana, ma anche negli habitat più densi di vegetazione dell'Europa occidentale, dove invece Tragoportax era più raro. Miotragocerus era maggiormente adattato a una dieta a base di foglie, mentre Tragoportax si cibava più spesso di erbe più dure.